# アリコ (料理)
アリコ（英: Alicot）は、南フランスのベアルン地方やラングドック地方の料理が由来の、ガチョウのジブレッツ（もつ）のシチューである。